# Operação Radioatividade

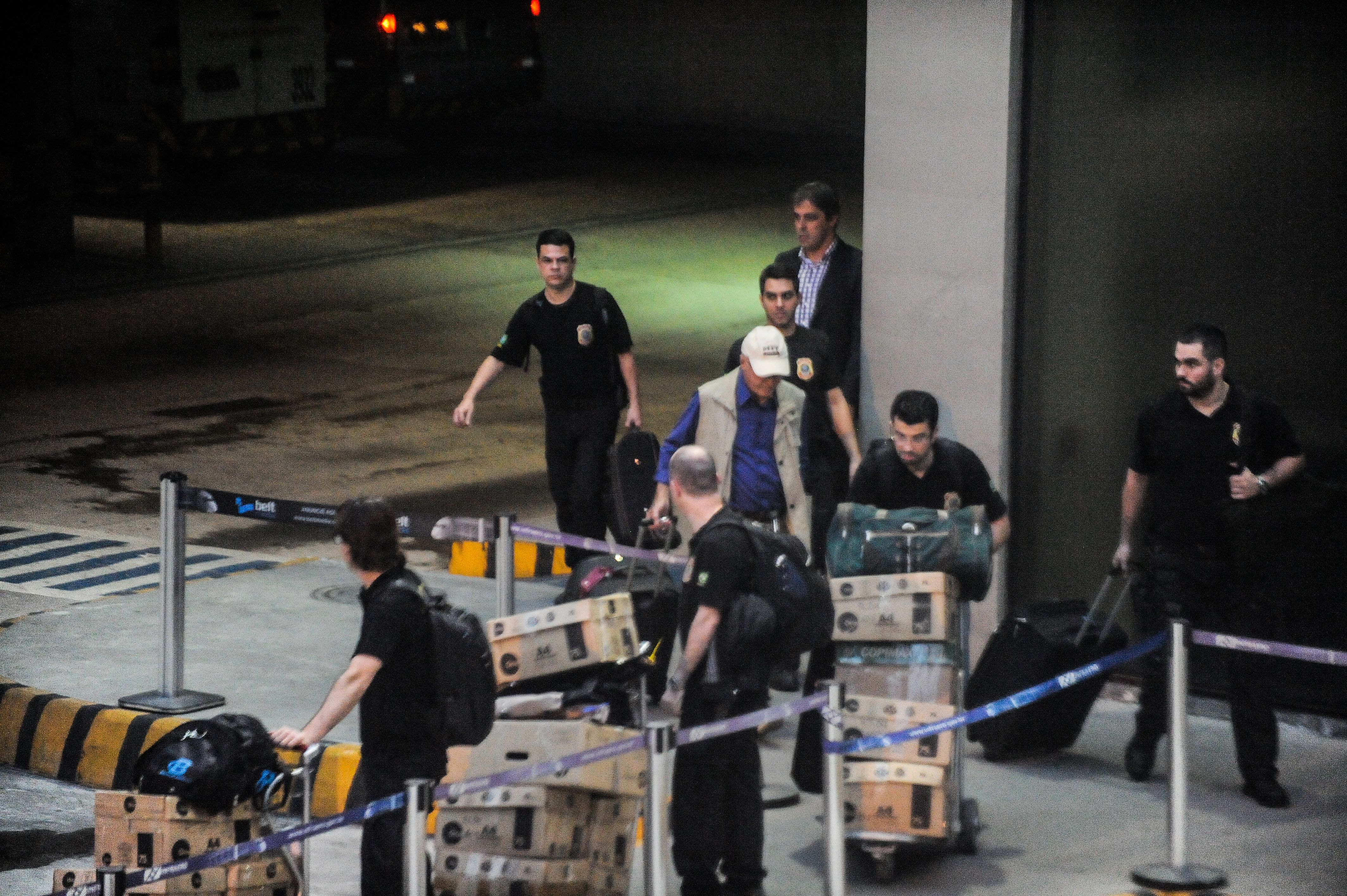
Policiais federais embarcam material apreendido na Eletronuclear, na Operação Radioatividade, 16ª fase da Operação Lava Jato.

A Operação Radioatividade, deflagrada em 28 de julho de 2015, pela Polícia Federal do Brasil, representa a 16.ª fase da Operação Lava Jato. Posteriormente, em outubro do mesmo ano, foi desmembrada pelo Supremo Tribunal Federal para a 7º Vara Criminal do Rio de Janeiro.

## Investigação
As investigações desta fase, de acordo com a Polícia Federal, são contratos firmados por empresas já mencionadas na Operação Lava Jato com a Eletronuclear, que é controlada pela União.

## Mandados
Foram cumpridos por 180 policiais federais 30 mandados judiciais, sendo 23 de busca e apreensão, dois de prisão temporária e cinco de condução coercitiva, nas cidades de Brasília, Rio de Janeiro, Niterói, São Paulo e Barueri. Um dos mandados de busca e apreensão foi cumprido no escritório em São Paulo do engenheiro Ricardo Ourique Marques, diretor geral na Techint.

## Prisões
Foram presos na operação o executivo da Andrade Gutierrez, Flávio David Barra, e Othon Luiz Pinheiro da Silva, da Eletronuclear.

## Bloqueios
Em 28 de julho de 2015, o juiz federal Sergio Moro, que conduz as investigações da Lava Jato no Paraná, determinou o bloqueio de 60 milhões de reais, destes, 20 milhões do ex-presidente da Eletronuclear Othon Luiz Pinheiro da Silva, 20 milhões do executivo da empreiteira Andrade Gutierrez Flavio David Barra e outros 20 milhões da Aratec Engenharia, Consultoria & Representações Ltda, que pertencente a Othon Luiz.